# Паразит (филм)
Паразит (транслит.) је јужнокорејски црнохумористички трилер из 2019. године, режисера Бонг Џун-Хоа. Сценарио су написали Бонг Џун Хо и Хан Јин Вон, а филму глуме Сон Кан Хо, Ли Сон Гјун, Пак Со Дам, Чои Ву Шик и Чо Јо Чон, а радња прати чланове сиромашне породице који планирају да се запосле у имућној породици инфилтрирајући се у њихово домаћинство и представљајући се као неповезани, висококвалификовани појединци.
Филм је премијерно приказан на Канском филмском фестивалу 2019. године, гдје је постао први јужнокорејски филм који је освојио Златну палму и први који је једногласно побиједио још од филма. Плаво је најтоплија боја 2013. године. Потом га је CJ Entertainment објавио у Јужној Кореји 30. маја 2019. године. Филм је добио универзално критичко признање и проглашен је за један од најбољих јужнокорејских филмова икада и један од најбољих филмова из 2010-их.
Међу бројним признањима, Паразит је освојио 4 водеће награде на 92. додјели Оскара, и то за најбољи филм, најбољег режисера, најбољи оригинални сценарио и најбољи филм на страном језику. Постао је први јужнокорејски филм који је добио Оскара, као и први филм који није на енглеском језику који је освојио Оскара за најбољи филм. На 77. додјели награде Златни глобус, Паразит је освојио награду за најбољи филм на страном језику. Добио је четири номинације на 73. додјели филмских награда Британске академије, освојивши награду за најбољи филм који није на енглеском језику и за најбољи оригинални сценарио. Такође је постао први филм који није на енглеском језику који је освојио награду Удружења филмских глумаца за најбољу филмску поставу.

## Радња
Породица Ким − отац Ки-таек, мајка Чунг-сук, син Ки-ву и ћерка Ки-џунг − живе у малом подземном стану, имају слабо плаћене привремене послове као савијачи кутија за пицу, и боре се да саставе крај са крајем. Универзитетски студент Мин-хјук, Ки-вуов пријатељ, даје породици учењачки камен који треба да донесе богатство. Одлазећи да студира у иностранству, он предлаже да се Ки-ву представља као универзитетски студент како би преузео његов посао учитеља енглеског за ћерку богате породице Парк, Да-хје. Ки-ву се представља као студент Универзитета Јонсеи и породица Парк га ангажује.
Чланови породице Ким препоручују једно другог као неповезани и високо квалификовани радници и једно за другим преузимају послове запослених код породице Парк. Ки-џунг се представља као „Џесика” и, користећи Ки-Вуа као референцу, постаје уметнички терапеут младом сину Паркових, Да-сонгу. Ки-џунг окривљује породичног шофера да је имао секс у аутомобилу, а затим господину Парку препоручује Ки-таека да га замени. На крају, Чунг-сук преузима улогу кућне помоћнице Паркових након што Кимови искористе алергију на брескве дугогодишње спремачице Мун-гванг, како би убедили госпођу Парк да она има туберкулозу.
Када Паркови оду на камповање, породица Ким се наслађује раскоши свог пребивалишта пре него што се Мун-гванг појави на вратима, говорећи Чунг-сук да је нешто оставила у подруму. Улази у скривени пролаз до подземног бункера који је креирао архитекта и претходни власник куће, где супруг Мун-гванг, Геун-сае, потајно живи више од четири године, скривајући се од зеленаша. Чунг-сук одбија молбе Мун-гванг да помогне њеном мужу да остане у бункеру, али преостали Кимови, који су прислушкивали, случајно се откривају. Мун-гванг их снима и прети да ће изложити њихову обману Парковима.
Паркови се због јаке кишне олује раније враћају кући, а Кимови се труде да очисте кућу и савладају Мун-гванг и Геун-саеа пре него што се врате. Кимови заробљавају Геун-саеа и Мун-гванг у бункеру. Госпођа Парк открива Чунг-сук да је Да-сонг имао трауматично искуство изазвано нападима на његовом претходном рођендану, када је видео како „дух” − заправо Геун-сае − излази из подрума ноћу. Кимови успевају да се искраду из куће, али не пре него што чују непристојне коментаре господина Парка о томе како Ки-таек лоше мирише. Проналазе свој дом преплављен канализационом водом и присиљени су да се склоне у теретану са другим расељеним људима.
Сутрадан, госпођа Парк организује кућну забаву за рођендан Да-сонга уз помоћ породице Ким. Ки-ву улази у бункер са учењачким каменом да би се суочио са Геун-саеом. Откривши да је Мун-гванг умрла од потреса мозга који је добила током раније борбе, напада га Геун-сае, који му отима камен и њиме га удара у главу, остављајући Ки-вуа да лежи у локви крви у подруму. У жељи да се освети за Мун-гванг, Геун-сае убада Ки-џунг кухињским ножем пред згроженим гостима забаве. Да-сонг трпи још један напад након што је видео Геун-саеа и избија борба током које Чунг-сук смртно набоде Геун-саеа ражњем за роштиљ. Док се Ки-таек нагиње над Ки-џунг која јако крвари, господин Парк наређује Ки-таеку да Да-сонга одвезе у болницу. У хаосу, Ки-таек, видевши гадну реакцију господина Парка на Геун-саеов мирис, узима нож и убија га. Ки-таек тада бежи са лица места, остављајући за собом остатак породице Ким.
Недељама касније, Ки-ву се опоравља од операције на мозгу. Он и Чунг-сук су осуђени за превару и стављени на условну казну. Ки-џунг је умрла, а Ки-таек, кога полиција тражи због убиства господина Парка, још увек није пронађен. Претпоставља се да је Геун-сае бескућник и нису познати ни његов ни Ки-таеков мотив за убиство. Ки-ву шпијунира кућу Паркових, која се сада продаје немачкој породици, која је несвесна њене историје, и у треперавој светлости види поруку у Морзеовој азбуци. Ки-таек, који је побегао у бункер преко гараже, закопао је Мун-гванг у дворишту и сада одлази до фрижидера ноћу и трепери светлом сваки дан, надајући се да ће га Ки-ву видети. Још увек живећи у свом првобитном подземном стану са мајком, Ки-ву пише писмо Ки-таеку, обећавајући да ће зарадити довољно новца да једног дана купи кућу и поново се сједини са оцем.

## Улоге
| Глумац          | Улога                      |
| --------------- | -------------------------- |
| Сонг Канг-хо    | Ким Ки-таек (господин Ким) |
| Ли Сон-гјун     | Парк Донг-ик (Нејтан)      |
| Чо Јео-џонг     | Чои Јеон-гјо (Мадам)       |
| Чои Ву-шик      | Ким Ки-ву (Кевин)          |
| Парк Со-дам     | Ким Ки-џунг (Џесика)       |
| Ли Џунг-ин      | Гук Мун-гванг              |
| Ћанг Хје-ђин    | Чунг-сук                   |
| Парк Мјунг-хон  | Оу Геун-сае                |
| Јеонг Џи-со     | Парк Да-хје                |
| Јеонг Хјеон-џун | Парк Да-сонг               |
| Парк Кеун-рок   | Јун                        |
| Парк Сео-џун    | Мин-хјук                   |